# Cantone di Saint-Germain-Lembron
Il Cantone di Saint-Germain-Lembron era una divisione amministrativa dell'arrondissement di Issoire.
È stato soppresso a seguito della riforma complessiva dei cantoni del 2014, che è entrata in vigore con le elezioni dipartimentali del 2015.
Comprendeva i comuni di:
- Antoingt
- Beaulieu
- Boudes
- Le Breuil-sur-Couze
- Chalus
- Charbonnier-les-Mines
- Collanges
- Gignat
- Mareugheol
- Moriat
- Nonette
- Orsonnette
- Saint-Germain-Lembron
- Saint-Gervazy
- Vichel
- Villeneuve